# Teoria dell'etere di Lorentz
Quella che ora è chiamata spesso teoria dell'etere di Lorentz (TEL) (in inglese: Lorentz Ether Theory, LET) ha le sue radici nella "Teoria degli elettroni" di Hendrik Lorentz, che fu il punto finale nello sviluppo delle teorie classiche sull'etere alla fine del XIX e all'inizio del XX secolo.
La teoria iniziale di Lorentz creata nel 1892 e nel 1895 era basata su un etere completamente immobile. Essa spiegava il fallimento degli esperimenti negativi sul vento d'etere del primo ordine in v/c introducendo una variabile ausiliaria chiamata "tempo locale" per collegare i sistemi in quiete e in movimento nell'etere. Inoltre, il risultato negativo dell'esperimento di Michelson-Morley portò all'introduzione dell'ipotesi di contrazione delle lunghezze nel 1892. Tuttavia, anche altri esperimenti produssero risultati negativi e (guidato dal principio di relatività di Henri Poincaré) Lorentz tentò nel 1899 e nel 1904 di espandere la sua teoria a tutti gli ordini in v/c introducendo la trasformazione di Lorentz. In aggiunta, egli assunse che anche le forze non elettromagnetiche (se esistevano) si trasformassero come forze elettriche. Tuttavia, l'espressione di Lorentz per la densità di carica e la corrente erano scorrette, perciò la sua teoria non escludeva completamente la possibilità di rilevare l'etere. Alla fine, fu Henri Poincaré che nel 1905 corresse gli errori nello studio di Lorentz e incorporò effettivamente le forze non elettromagnetiche (compresa la gravitazione) all'interno della teoria, che chiamò "La nuova meccanica". Molti aspetti della teoria di Lorentz furono incorporati nella relatività ristretta (RR) con le opere di Albert Einstein e Hermann Minkowski.
Oggi la TEL è spesso trattata come una qualche specie di interpretazione "lorentziana" o "neo-lorentziana" della relatività ristretta. L'introduzione della contrazione delle lunghezze e della dilatazione del tempo per tutti i fenomeni in un sistema di riferimento "preferito", che svolge il ruolo dell'etere immobile di Lorentz, porta la trasformazione completa di Lorentz (vedi la teoria del test di Robertson-Mansouri-Sexl come esempio). A causa dello stesso formalismo matematico non è possibile distinguere fra TEL e RR mediante esperimento. Tuttavia, nella TEL si assume l'esistenza di un etere non rilevabile e la validità del principio della relatività sembra essere soltanto dovuta a una coincidenza, il che è una ragione per cui la RR è comunemente preferita rispetto alla TEL. Un'altra importante ragione per preferire la RR è che la nuova conoscenza dello spazio e del tempo fu fondamentale anche per lo sviluppo della relatività generale.

## Sviluppo storico

### Concetto base

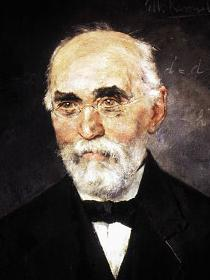
Hendrik Antoon Lorentz

Questa teoria, che fu sviluppata principalmente tra il 1892 e il 1906 da Lorentz e Poincaré, si basava sulla teoria dell'etere di Augustin-Jean Fresnel, sulle equazioni di Maxwell e sulla teoria degli elettroni di Rudolf Clausius. Lorentz introdusse una rigida separazione tra la materia (elettroni) e l'etere, per la quale nel suo modello l'etere è completamente immobile, e non sarà messo in moto in prossimità di materia ponderale. Come Max Born disse in seguito, era naturale (benché non logicamente necessario) per gli scienziati di quel tempo identificare il sistema in quiete dell'etere di Lorentz con lo spazio assoluto di Isaac Newton. La condizione di questo etere può essere descritta dal campo elettrico E e dal campo magnetico H, dove questi campi rappresentano gli "stati" dell'etere (senza ulteriore specificazione), legati alle cariche degli elettroni. Così un astratto etere elettromagnetico sostituisce i più vecchi modelli meccanicistici. Contrariamente a Clausius, che accettava che gli elettroni operassero mediante azioni a distanza, il campo elettromagnetico dell'etere appare come un mediatore tra gli elettroni, e i cambiamenti in questo campo possono propagarsi non più rapidamente della velocità della luce. Lorentz spiegò teoricamente l'effetto Zeeman sulla base della sua teoria, per la quale ricevette il Premio Nobel per la fisica nel 1902. Joseph Larmor trovò simultaneamente una teoria simile, ma il suo concetto si basava su un etere meccanico. Un concetto fondamentale della teoria di Lorentz del 1895 era il "teorema degli stati corrispondenti" per i termini di ordine v/c. Questo teorema afferma che un osservatore in movimento rispetto all'etere può usare le stesse equazioni elettrodinamiche di un osservatore nel sistema stazionario dell'etere, così essi stanno facendo le stesse osservazioni.

### Contrazione delle lunghezze
Una grossa sfida per questa teoria fu l'esperimento di Michelson-Morley nel 1887. Secondo le teorie di Fresnel e di Lorentz un moto relativo ad un etere immobile doveva essere determinato da questo esperimento, tuttavia il risultato fu negativo. Michelson stesso pensò che il risultato confermasse l'ipotesi del trascinamento dell'etere, in cui l'etere è completamente trascinato dalla materia. Tuttavia, altri esperimenti come l'esperimento Fizeau e l'effetto di aberrazione confutarono quel modello.
Una possibile soluzione giunse in vista, quando nel 1889 Oliver Heaviside derivò dalle equazioni di Maxwell che il campo del potenziale vettore intorno a un corpo in movimento è alterato di un fattore di {\displaystyle {\sqrt {1-v^{2}/c^{2}}}}. In base a quel risultato e per portare l'ipotesi di un etere immobile in accordo con l'esperimento di Michelson-Morley, George FitzGerald nel 1889 (qualitativamente) e indipendentemente da lui Lorentz nel 1892 (già quantitativamente) suggerirono che non solo i campi elettrostatici, ma anche le forze molecolari sono influenzate in modo tale che la dimensione di un corpo lungo la linea del moto è minore della dimensione perpendicolare alla linea del moto per il valore {\displaystyle v^{2}/(2c^{2})}. Tuttavia, un osservatore che si muovesse con la Terra non noterebbe questa contraddizione, perché tutti gli altri strumenti si contraggono dello stesso rapporto. Nel 1895 Lorentz propose tre possibili spiegazioni per questa contrazione relativa:
- Il corpo si contrae lungo la linea del moto e preserva la sua dimensione perpendicolarmente ad essa.
- La dimensione del corpo rimane la stessa lungo la linea del moto, ma si espande perpendicolarmente ad essa.
- Il corpo si contrae lungo la linea del moto, e si espande al tempo stesso perpendicolarmente ad essa.

Sebbene il possibile collegamento tra forze elettrostatiche e intermolecolari sia stato usato da Lorentz come un argomento plausibile, l'ipotesi della contrazione fu presto considerata come puramente ad hoc. È importante anche che questa contrazione influenzasse soltanto lo spazio tra gli elettroni ma non gli elettroni stessi, perciò per questo effetto fu usato talvolta il nome "ipotesi intramolecolari". La cosiddetta contrazione delle lunghezze senza espansione perpendicolare alla linea del movimento e per il valore preciso {\displaystyle l=l_{0}\cdot {\sqrt {1-v^{2}/c^{2}}}} (dove l0 è la lunghezza in quiete nell'etere) fu data da Larmor nel 1897 e da Lorentz nel 1904. Nello stesso anno Lorentz sostenne inoltre che anche gli elettroni stessi sono influenzati da questa contrazione. Per l'ulteriore sviluppo di questo concetto vedi la sezione #Trasformazione di Lorentz.

### Tempo locale
Una parte importante del teorema degli stati corrispondenti nel 1892 e nel 1895  era il tempo locale {\displaystyle t'=t-vx/c^{2}}, dove t è la coordinata temporale per un osservatore in quiete nell'etere, e t' è la coordinata temporale per un osservatore in movimento nell'etere. (Woldemar Voigt aveva usato precedentemente la stessa espressione per il tempo locale nel 1887 in collegamento all'effetto Doppler e a un mezzo incomprimibile.) Con l'aiuto di questo concetto Lorentz poté spiegare l'aberrazione della luce, l'effetto Doppler e l'esperimento Fizeau (cioè le misure del coefficiente di trascinamento di Fresnel da parte di Hippolyte Fizeau) anche nei liquidi in movimento e in quiete. Sebbene per Lorentz la contrazione delle lunghezze fosse un effetto fisico reale, egli considerava la trasformazione temporale solo un'ipotesi di lavoro euristica e una clausola matematica per semplificare il calcolo da un sistema in quiete a un sistema "fittizio" in movimento. Contrariamente a Lorentz, Poincaré vedeva più di un trucco matematico nella definizione di tempo locale, che chiamava l'"idea più ingegnosa" di Lorentz. In The Measure of Time egli scrisse nel 1898:
Nel 1900 Poincaré interpretò il tempo locale come il risultato di una procedura di sincronizzazione basata sui segnali luminosi. Egli assunse che 2 osservatori A e B che si stanno muovendo nell'etere, sincronizzino i loro orologi mediante segnali ottici. Poiché credono di essere in quiete devono considerare soltanto la trasmissione temporale dei segnali e poi incrociare le loro osservazioni per esaminare se i loro orologi sono sincroni. Tuttavia, dal punto di vista di un osservatore in quiete nell'etere gli orologi non sono sincroni e indicano il tempo locale {\displaystyle t'=t-vx/c^{2}}. Ma poiché gli osservatori in movimento non sanno niente del loro movimento, essi non riconoscono questo. Nel 1904 egli illustrò la stessa procedura nel modo seguente: A manda un segnale al tempo 0 a B, che arriva al tempo t. Anche B manda un segnale al tempo 0 ad A, che arriva al tempo t. Se in entrambi i casi t ha lo stesso valore gli orologi sono sincroni, ma soltanto nel sistema in cui gli orologi sono in quiete nell'etere. Così secondo Darrigol Poincaré intendeva il tempo locale come un effetto fisico proprio come la contrazione delle lunghezze - al contrario di Lorentz, che usò la stessa interpretazione non prima del 1906. Tuttavia, contrariamente ad Einstein, che in seguito usò una procedura di sincronizzazione simile che fu chiamata sincronizzazione di Einstein, Darrigol dice che Poincaré aveva l'opinione che gli orologi in quiete nell'etere stanno mostrando il tempo vero.
Tuttavia, all'inizio non si sapeva che il tempo locale include quella che è ora nota come dilatazione del tempo. Questo effetto fu notato per la prima volta da Larmor (1897), che scrisse che "i singoli elettroni descrivono parti corrispondenti delle loro orbite in tempi più brevi per il sistema [dell'etere] nel rapporto {\displaystyle \varepsilon ^{-1/2}} or {\displaystyle (1-(1/2)v^{2}/c^{2})}". E nel 1899 anche Lorentz notò per la frequenza degli elettroni oscillanti "che in S il tempo delle vibrazioni è {\displaystyle k\varepsilon } volte più grande che in S0", dove S0 è il sistema dell'etere, S il sistema matematico fittizio dell'osservatore in movimento, k = {\displaystyle {\sqrt {1-v^{2}/c^{2}}}}, ed {\displaystyle \varepsilon } è un fattore indeterminato.

### Trasformazione di Lorentz
Sebbene il tempo locale potesse spiegare gli esperimenti negativi sul vento d'etere del primo ordine in v/c, fu necessario – a causa di altri esperimenti infruttuosi sul vento d'etere come l'esperimento di Trouton-Noble – modificare l'ipotesi per includere gli effetti del secondo ordine. Lo strumento matematico per questo è la cosiddetta trasformazione di Lorentz. Fu Voigt nel 1887 che derivò già un insieme simile di equazioni (tuttavia, con un diverso fattore di scala). Dopodiché, Larmor nel 1897 e Lorentz nel 1899 derivarono le equazioni in una forma algebricamente equivalente a quelle che sono usate fino ad oggi (tuttavia, Lorentz usò un fattore indeterminato l nella sua trasformazione). Nel suo studio Electromagnetic phenomena in a system moving with any velocity smaller than that of light (1904) Lorentz tentò di creare tale teoria, secondo la quale tutte le forze tra le molecole sono influenzate dalla trasformazione di Lorentz (in cui Lorentz fissò il fattore l all'unità) nella stessa maniera delle forze elettrostatiche. In altre parole, Lorentz tentò di creare una teoria in cui il moto relativo della terra e dell'etere è (quasi o completamente) irrilevabile. Pertanto egli generalizzò l'ipotesi della contrazione e sostenne che non solo le forze tra gli elettroni, ma anche gli elettroni stessi sono contratti lungo la linea del moto. Tuttavia, Max Abraham (1904) notò prestò un difetto di quella teoria: all'interno di una teoria puramente elettromagnetica la configurazione di elettroni contratti è instabile e si devono introdurre forze non elettromagnetiche per stabilizzare gli elettroni - Abraham stesso mise in dubbio la possibilità di includere tali forze all'interno della teoria di Lorentz.
Così fu Poincaré (1905) il 5 giugno 1905 che introdusse le cosiddette "tensioni di Poincaré" per risolvere quel problema. Quelle tensioni furono interpretate da lui come una pressione esterna, non elettromagnetica, che stabilizza gli elettroni e serve anche come spiegazione per la contrazione delle lunghezze. Sebbene sostenesse che Lorentz era riuscito a creare una teoria che si conforma al postulato della relatività, egli mostrò che le equazioni dell'elettrodinamica di Lorentz non erano completamente covarianti di Lorentz. Perciò mettendo in risalto le caratteristiche di gruppo della trasformazione Poincaré dimostrò la covarianza di Lorentz delle equazioni di Maxwell-Lorentz e corresse le formule della trasformazione di Lorentz per la densità di carica e la densità di corrente. Proseguì ad abbozzare un modello di gravitazione went on to sketch a model of gravitation (comprese le onde gravitazionali) che potrebbe essere compatibile con le trasformazioni. Poincaré usò per la prima volta il termine "trasformazione di Lorentz", e diede loro una forma che si usa fino ad oggi. (Dove {\displaystyle \ell } è una funzione arbitraria di {\displaystyle \varepsilon }, che deve essere fissata all'unità per conservare le caratteristiche del gruppo. Fissò anche la velocità della luce all'unità.)
{\displaystyle x^{\prime }=k\ell \left(x+\varepsilon t\right),\qquad y^{\prime }=\ell y,\qquad z^{\prime }=\ell z,\qquad t^{\prime }=k\ell \left(t+\varepsilon x\right)}
{\displaystyle k={\frac {1}{\sqrt {1-\varepsilon ^{2}}}}}
Un lavoro sostanzialmente esteso (il cosiddetto „studio di Palermo“) fu presentato da Poincaré il 23 luglio 1905, ma fu pubblicato nel gennaio 1906, perché la rivista appariva soltanto due volte all'anno. Egli parlò letteralmente del "postulato della relatività", mostrò che le trasformazioni sono una conseguenza del principio di minima azione; dimostrò in maggiore dettaglio le caratteristiche di gruppo della trasformazione, che chiamò gruppo di Lorentz, e mostrò che la combinazione {\displaystyle x^{2}+y^{2}+z^{2}-c^{2}t^{2}} è invariante. Mentre elaborava la sua teoria gravitazionale notò che la trasformazione di Lorentz è semplicemente una rotazione in uno spazio quadrimensionale intorno all'origine introducendo {\displaystyle ct{\sqrt {-1}}} come quarta coordinata immaginaria, e usò una forma primitiva di quadrivettori. Tuttavia, Poincaré in seguito disse che la traduzione della fisica nella lingua della geometria quadrimensionale comporterebbe troppo sforzo per un profitto limitato, e perciò rifiutò di elaborare le conseguenze di questa nozione. Questo fu fatto in seguito da Minkowski, vedi "Lo spostamento verso la relatività".

### Massa elettromagnetica
J. J. Thomson (1881) e altri notarono che l'energia elettromagnetica contribuisce alla massa dei corpi carichi per la quantità {\displaystyle m=(4/3)E/c^{2}}, che fu chiamata elettromagnetica o "apparente". Un'altra derivazione di un qualche tipo di massa elettromagnetica fu condotta da Poincaré (1900). Usando la quantità di moto dei campi elettromagnetici, concluse che questi campi contribuiscono con una massa di {\displaystyle E_{em}/c^{2}} a tutti i campi, io che è necessario per preservare il teorema del centro di massa.
Come notato da Thomson e altri, questa massa aumenta anche con la velocità. Così nel 1899, Lorentz calcolò che il rapporto tra la massa degli elettroni nel sistema in movimento e quella del sistema dell'etere è {\displaystyle k^{3}\varepsilon } parallela alla direzione del moto, e {\displaystyle k\varepsilon } perpendicolare alla direzione del moto, dove {\displaystyle k={\sqrt {1-v^{2}/c^{2}}}} e {\displaystyle \varepsilon } è unn fattore indeterminato. E nel 1904, pose {\displaystyle \varepsilon =1}, arrivando alle espressioni per le masse in diverse direzioni (longitudinale e trasversale):
{\displaystyle m_{L}={\frac {m_{0}}{\left({\sqrt {1-{\frac {v^{2}}{c^{2}}}}}\right)^{3}}},\quad m_{T}={\frac {m_{0}}{\sqrt {1-{\frac {v^{2}}{c^{2}}}}}}},
dove
{\displaystyle m_{0}={\frac {4}{3}}{\frac {E_{em}}{c^{2}}}}
Molti scienziati ora credevano che l'intera massa e tutte le forme di forze sono elettromagnetiche di natura. Questa dovette essere abbandonata, tuttavia, nel corso dello sviluppo della meccanica relativistica. Abraham (1904) sosteneva (come descritto nella sezione precedente #Trasformazione di Lorentz), che le forze vincolanti non elettriche fossero necessarie all'interno del modello degli elettroni di Lorentz. Ma Abraham notò che si presentavano risuotati diversi, secondo che la massa e.m. sia calcolata dall'energia e dalla quantità di moto. Per risolvere quei problemi, Poincaré nel 1905 e 1906 introdusse un qualche tipo di pressione di natura non elettrica, che contribuisce con la quantità {\displaystyle -(1/3)E/c^{2}} all'energia dei corpi, e perciò spiega il fattore 4/3 nell'espressione per la relazione massa elettromagnetica energia. Tuttavia, mentre l'espressione di Poincaré per l'energia degli elettroni era corretta, egli affermò erroneamente che soltanto l'energia e.m. contribuisce alla massa dei corpi.
Il concetto di massa elettromagnetica non è considerato più come la causa della massa "in sé", perché l'intera massa (non soltanto la parte elettromagnetica) è proporzionale all'energia, e può essere convertita in diverse forme di energia, il che è spiegato dall'equivalenza massa-energia di Einstein.

### Gravitazione

#### Teorie di Lorentz
Nel 1900 Lorentz tentò di spiegare la gravità sulla base delle equazioni di Maxwell. Egli considerò dapprima un modello del tipo di Le Sage e sostenne che esiste probabilmente un campo della radiazione universale, che consiste di una radiazione e.m., ed esercitano una pressione uniforme su ogni corpo. Lorentz mostrò che una forza attrattiva tra particelle cariche sorgerebbe davvero, se si assume che l'energia incidente è interamente assorbita. Questo era lo stesso problema fondamentale che aveva afflitto gli altri modelli di Le Sage, perché la radiazione deve scomparire in qualche modo e qualsiasi assorbimento deve portare a un enorme riscaldamento. Perciò Lorentz abbandonò questo modello.
Nello stesso studio, egli assumeva come Ottaviano Fabrizio Mossotti e Johann Karl Friedrich Zöllner che l'attrazione di particelle cariche opposte è più forte della repulsione di particelle cariche uguali. La forza netta risultante è esattamente ciò che è noto come gravitazione universale, in cui la velocità della gravità è quella della luce. Questo porta a un conflitto con la legge di gravitazione di Isaac Newton, in cui fu mostrato da Pierre Simon Laplace che una velocità finita della gravità porta a un qualche tipo di aberrazione e perciò rende le orbite instabili. Tuttavia, Lorentz mostrò che la teoria non è interessata dalla critica di Laplace, perché a causa della struttura delle equazioni di Maxwell sorgono solo effetti dell'ordine v2/c2. Ma Lorentz calcolò che il valore per l'avanzamento del perielio di Mercurio era di gran lunga troppo basso. Egli scrisse:
Nel 1908 Poincaré esaminò la teoria gravitazionale di Lorentz e la classificò come compatibile con il principio della relatività, ma (come Lorentz) criticò l'inaccurata indicazione dell'avanzamento del perielio di Mercurio. Contrariamente a Poincaré, Lorentz nel 1914 considerò la sua teoria incompatibile con il principio di relatività e la respinse.

#### Legge gravitazionale invariante di Lorentz
Poincaré sostenne nel 1904 che una velocità di propagazione della luce che sia maggiore di c contraddice il concetto di tempo locale e il principio di relatività. Egli scrisse: 
Tuttavia, nel 1905 e nel 1906 Poincaré mise in evidenza la possibilità di una teoria gravitazionale, in cui i cambiamenti si propagano con la velocità della luce e che è covariante di Lorentz. Egli mise in evidenza che in tale teoria la forza gravitazionale non di pende solo dalle masse e dalla loro reciproca distanza, ma anche dalle loro velocità e dalla loro posizione a causa del tempo di propagazione finito dell'interazione. In quell'occasione Poincaré introdusse i quadrivettori. Seguendo Poincaré, anche Minkowski (1908) e Arnold Sommerfeld (1910) tentarono di stabilire una legge gravitazionale invariante di Lorentz. Tuttavia, questi tentativi furono superati a causa della teoria della relatività generale di Einstein, vedi "Lo spostamento verso la relatività".

## Principi e convenzioni

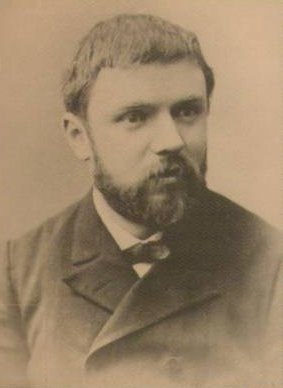
Henri Poincaré

### Costanza della luce
Già nel suo scritto filosofico sulle misurazioni del tempo (1898) Poincaré scriveva che gli astronomi come Ole Rømer, nel determinare la velocità della luce, assumono semplicemente che la luce abbia una velocità costante, e che questa velocità sia la stessa in tutte le direzioni. Senza questo postulato non sarebbe possibile inferire la velocità della luce dalle osservazioni astronomiche, in quanto Rømer si basava in realtà sulle osservazioni delle lune di Giove. Poincaré proseguiva notando che anche Rømer doveva assumere che le lune di Giove obbediscono alle leggi di Newton, inclusa la legge di gravità, mentre sarebbe possibile riconciliare una diversa velocità della luce con le stesse osservazioni se assumessimo alcune leggi del moto diverse (probabilmente più complicate). Secondo Poincaré, questo illustra che adottiamo per la velocità della luce un valore che rende le leggi della meccanica più semplici possibili. (Questo è un esempio della filosofia convenzionalista di Poincaré.) Poincaré notava che la velocità di propagazione della luce può essere (e in pratica spesso è) usata per definire la simultaneità tra eventi spazialmente separati. Tuttavia, in quello studio non proseguiva a discutere le conseguenze dell'applicazione di "convenzioni" per moltiplicare sistemi di riferimento relativamente mobili. Questo passo successivo fu fatto da Poincaré nel 1900, quando riconobbe che la sincronizzazione mediante segnali di luce nel sistema di riferimento della terra porta al tempo locale di Lorentz. (Vedi la sezione sul "tempo locale" sopra). E nel 1904 Poincaré scrisse:

### Principio di relatività
- Wikisource contiene una pagina dedicata a Henri Poincaré

Nel 1895 Poincaré sostenne che esperimenti come quello di Michelson-Morley mostrano che sembra impossibile rilevare il moto assoluto della materia o il moto relativo della materia in relazione all'etere. E sebben la maggior parte dei fisici avesse altre vedute, Poincaré nel 1900 rimase fedelle alla sua opinione e usò alternativamente le espressioni "principio di moto relativo" e "relatività dello spazio". Egli criticò Lorentz dicendo sarebbe stato meglio creare una teoria più fondamentale, che spieghi l'assenza di qualsiasi vento d'etere, che creare un'ipotesi dopo l'altra. Nel 1902 usò per la prima volta l'espressione "principio di relatività". Nel 1904 apprezzò il lavoro dei matematici, che evitavano quello che lui ora chiamava il "principio di relatività" con l'aiuto di ipotesi come il tempo locale, ma confessò che questa impresa era possibile solo mediante un accumulo di ipotesi. E definì il principio in questo modo (secondo Miller basandosi sul teorema degli stati corrispondenti di Lorentz): "Il principio di relatività, secondo il quale le leggi dei fenomeni fisici devono essere le stesse per un osservatore stazionario come per uno trascinato in un moto di traslazione uniforme, così che non abbiamo alcun mezzo, e non possiamo averne, di determinare se stiamo o no venendo trascinati in tale moto."
Riferendosi alla critica di Poincaré del 1900, Lorentz scrisse nel suo famoso studio nel 1904, dove estese il suo teorema degli stari corrispondenti: "Sicuramente, la strada di inventare ipotesi speciali per ogni nuovo risultato sperimentale è alquanto artificiale. Sarebbe più soddisfacente, se fosse possibile da mostrare, per mezzo di certe assunzioni fondamentali, e senza trascurare i termini di un ordine di grandezza o di un altro, che molte azioni elettromagnetiche sono interamente indipendenti dal moto del sistema."
Una delle prime valutazioni del saggio di Lorentz fu di Paul Langevin nel maggio 1905. Secondo lui, questa estensione delle teorie degli elettroni di Lorentz e Larmor portava alla "impossibilità fisica di dimostrare il moto traslatorio della terra". Tuttavia, Poincaré notò nel 1905 che la teoria di Lorentz del 1904 non era perfettamente "invariante di Lorentz" in alcune equazioni come l'espressione di Lorentz per la densità di corrente (fu ammesso da Lorentz nel 1921 che questi erano difetti). Poiché questo richiedeva solo modifiche minori del lavoro di Lorentz, Poincaré asserì anche che Lorentz era riuscito ad armonizzare la sua teoria con il principio di relatività: "Sembra che questa impossibilità di dimostrare il moto assoluto della terra sia una legge generale della natura. [...] Lorentz ha tentato di completare e di modificare la sua ipotesi al fine di armonizzarla con il postulato della "completa" impossibilità di determinare il moto assoluto. È ciò che è riuscito a fare nel suo articolo intitolato Electromagnetic phenomena in a system moving with any velocity smaller than that of light [Lorentz, 1904b]."
Nel suo saggio di Palermo (1906), Poincaré chiamò questo "il postulato della relatività, e sebbene affermasse che era possibile che questo principio a un certo punto potesse essere confutato (e infatti menzionava alla fine del saggio che la scoperta dei raggi magneto-catodici da parte di Paul Ulrich Villard (1904) sembra minacciarlo), credeva che fosse interessante considerare le conseguenze se dovessimo assumere che il postulato di relatività fosse valido senza restrizioni. Questo implicherebbe che tutte le forze della natura (non solo l'elettromagnetismo) devono essere invarianti sotto la trasformazione di Lorentz. Nel 1921 Lorentz attribuì a Poincaré il merito di aver stabilito il principio e il postulato di relatività e scrisse: "Non ho stabilito il principio di relatività come rigorosamente e universalmente vero. Poincaré, al contrario, ha ottenuto una perfetta invarianza delle equazioni dell'elettrodinamica, e ha formulato 'il postulato di relatività', termini che è stato il primo a impiegare."

### Etere
Poincaré scrisse nel 1889, sulla base della sua filosofia convenzionalista:  "Che l'etere esista o no importa poco - lasciamo questo ai metafisici; ciò che è essenziale per noi è che tutto avvenga come se esistesse, e che si trovi questa ipotesi adeguata alla spiegazione dei fenomeni. Dopo tutto, abbiamo qualche altra ragione per credere nell'esistenza degli oggetti materiali? Anche quella è solo un'ipotesi conveniente; solo che non smetterà mai di esserlo, mentre un giorno, senza dubbio, l'etere sarà messo da parte come inutile."
Egli negò anche l'esistenza dello spazio e del tempo assoluti dicendo nel 1901: "1. Non c'è alcuno spazio assoluto, e noi concepiamo soltanto il moto relativo; eppure nella maggior parte dei casi i fatti meccanici sono enunciati come se ci fosse uno spazio assoluto al quale essi possono essere riferiti. 2. Non c'è alcun tempo assoluto. Quando diciamo che due periodi sono uguali, l'affermazione non ha alcun significato, e possono acquisire un significato soltanto mediante una convenzione. 3. Non solo non abbiamo alcuna intuizione diretta dell'uguaglianza di due periodi, ma non abbiamo neanche un'intuizione diretta della simultaneità di due eventi che si presentano in due posti diversi. Ho spiegato questo in un articolo intitolato "Mesure du Temps" [1898]. 4. Infine, la nostra geometria euclidea non è in sé stessa solo una specie di convenzione del linguaggio?"
Tuttavia, Poincaré stesso non abbandonò mai l'ipotesi dell'etere e affermò nel 1900:  "Il nostro etere esiste effettivamente? Conosciamo l'origine della nostra credenza dell'etere. Se la luce impiega parecchi anni per raggiungerci da una stella lontana, non è più sulla stella, né è sulla terra. Deve essere da qualche parte, e sostenuta, per così dire, da qualche agente materiale." E riferendosi all'esperimento all'esperimento di Fizeau, scrisse addirittura: "L'etere è tutt'altro che alla nostra portata." Disse anche che l'etere è necessario per armonizzare la teoria di Lorentz con la terza legge di Newton. Perfino nel 1912 in un saggio intitolato "The Quantum Theory", Poincaré usò dieci volte la parola "etere", e descrisse la luce come "vibrazioni luminose dell'etere".
E sebbene ammettesse il carattere relativo e convenzionale dello spazio e del tempo, credeva che la convenzione classica sia più "conveniente" e continuò a distinguere fra tempo "vero" nell'etere e tempo "apparente" nei sistemi in movimento. Affrontando la questione se sia necessaria una nuova convenzione dello spazio e del tempo, scrisse nel 1912: "Saremo obbligati a modificare le nostre conclusioni? Certamente no; avevamo adottato una convenzione perché sembrava conveniente e avevamo detto che niente potrebbe costringerci ad abbandonarla. Oggi alcuni fisici vogliono adottare una nuova convenzione. Non è che siano costretti a farlo; essi considerano questa nuova convenzione più conveniente; ecco tutto. E quelli che non sono di questa opinione possono legittimamente mantenere quella vecchia al fine di disturbare le loro vecchie abitudini, credo, proprio tra noi, che questo è ciò che faranno per molto tempo a venire."
Anche Lorentz sostenne durante la sua vita che fra tutti i sistemi di riferimento deve essere preferito questo, nel quale l'etere è in quiete. Gli orologi in questo sistema stanno mostrando il tempo "reale" e la simultaneità non è relativa. Tuttavia, se si accetta la correttezza del principio di relatività, è impossibile trovare questo sistema mediante esperimento.

## Lo spostamento verso la relatività

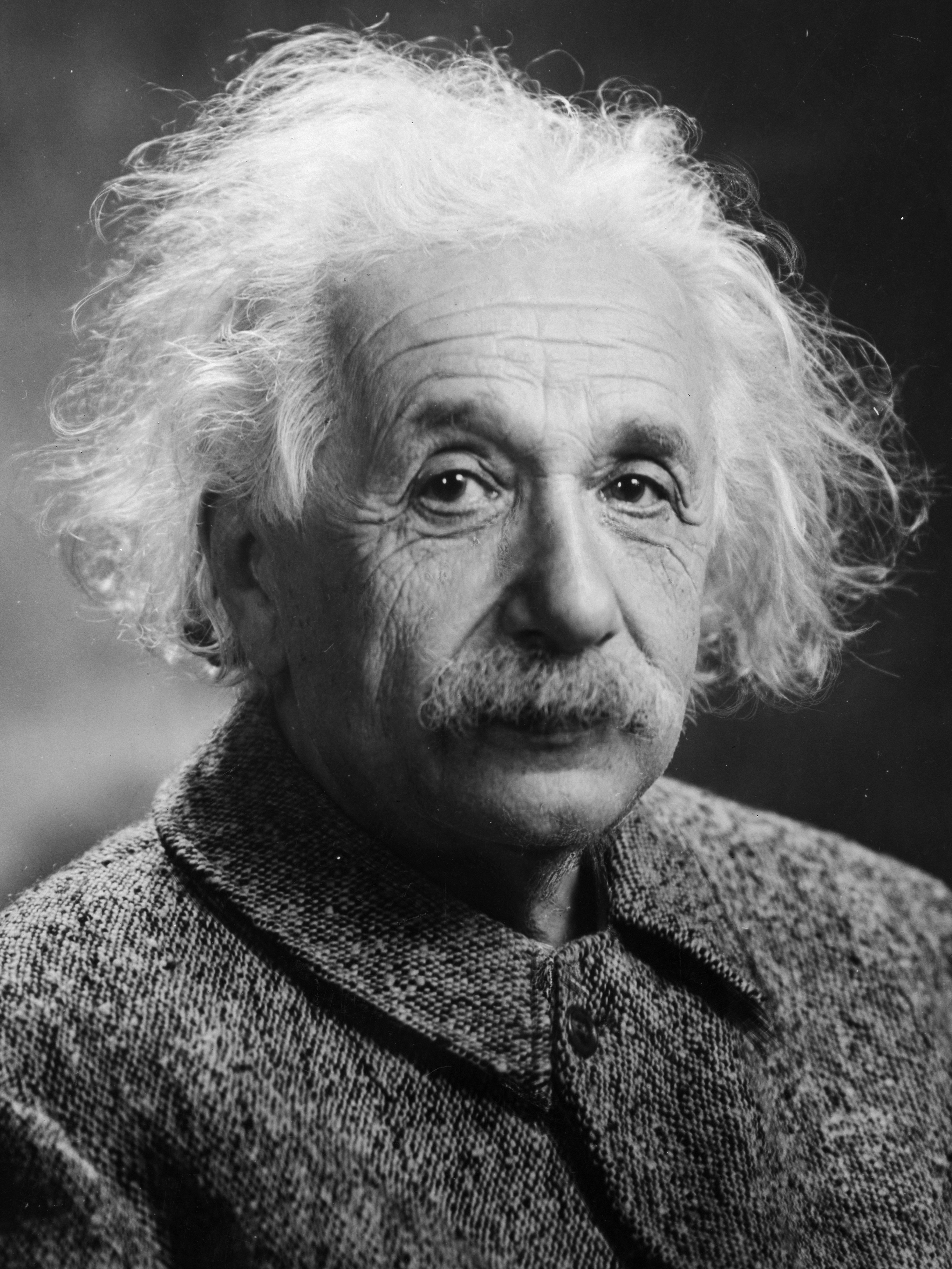
Albert Einstein

### Relatività ristretta
Nel 1905, Albert Einstein pubblicò il suo studio su quella che ora è chiamata relatività ristretta. In questo studio, esaminando i significati fondamentali delle coordinate spaziali e temporali usate nelle teorie fisiche, Einstein mostrò che le coordinate "effettive" dalla trasformazione di Lorentz erano in realtà le coordinate inerziali di sistemi di riferimento in movimento relativo. Da ciò conseguivano tutte le conseguenze fisicamente osservabili della TEL, insieme ad altre, tutte senza bisogno di postulare un'entità non osservabile (l'etere). Einstein identificò due principi fondamentali, ognuno fondato sull'esperienza, dai quali consegue tutta l'elettrodinamica di Lorentz:
    1. Le leggi mediante le quali si verificano processi fisici sono le stesse rispetto a qualsiasi sistema di coordinate inerziali (il principio di relatività)

    2. Nello spazio vuoto la luce si propaga a una velocità assoluta c in qualsiasi sistema di coordinate inerziali (il principio della costanza della luce)
Presi insieme (unitamente ad alcune altre tacite assunzioni come l'isotropia e l'omogeneità dello spazio), questi due postulati conducono unicamente alla matematica della relatività ristretta. Anche Lorentz e Poincaré avevano adottato questi stessi principi, come necessari per raggiungere i loro risultati finali, ma non riconoscevano che erano anche sufficienti, e quindi che ovviano a tutte le altre assunzioni sottostanti alle derivazioni iniziali di Lorentz (molte delle quali in seguito si rivelarono scorrette). Perciò, la relatività ristretta ottenne rapidamente ampia accettazione tra i fisici, e il concetto del XIX secolo di un etere luminifero non fu più considerato utile.
La presentazione del 1905 di Einstein della relatività ristretta fu presto integrata, nel 1907, da Hermann Minkowski, che mostrò che le relazioni showed avevano un'interpretazione molto naturale in termini di uno "spaziotempo" quadrimensionale unificato nel quale si vede che gli intervalli assoluti sono dati da un'estensione del teorema pitagorico. (Già nel 1906 Poincaré anticipò alcune delle idee di Minkowski, vedi la sezione "Trasformazione di Lorentz".) L'utilità e la naturalezza delle rappresentazioni di Einstein e Minkowski contribuirono alla rapida accettazione della relatività ristretta, e alla corrispondente perdita d'interesse per la teoria dell'etere di Lorentz.
Nel 1907 Einstein criticò il carattere "ad hoc" dell'ipotesi della contrazione di Lorentz nella sua teoria degli elettroni, perché secondo lui era un'assunzione artificiale per far conformare l'esperimento di Michelson-Morley all'etere stazionario di Lorentz al principio di relatività. Einstein sostenne che il "tempo locale" di Lorentz può essere chiamato semplicemente "tempo", e affermò che l'etere immobile come fondamento teorico dell'elettrodinamica era insoddisfacente. Nel 1909 e nel 1912 Einstein spiegò:
(Albert Einstein (1912), tradotto da Anna Beck (1996).)
Ma Einstein riconosceva che questo principio insieme al principio di relatività rende l'etere inutile e conduce alla relatività ristretta. Minkowski sosteneva che l'introduzione dell'ipotesi della contrazione di Lorentz "suona piuttosto fantastica", dal momento che non è il prodotto della resistenza nell'etere ma un "regalo dall'alto". Egli diceva che questa ipotesi è "completamente equivalente al nuovo concetto di spazio e tempo", benché essa divenga molto più comprensibile nel quadro della nuova geometria dello spaziotempo. Tuttavia, Lorentz dissentì che fosse "ad-hoc" e sostenne nel 1913 che c'è poca differenza tra la sua teoria e la negazione di un sistema di riferimento preferito, come nella teoria di Einstein e Minkowski, sicché è una questione di gusto quale teoria si preferisca.

### Equivalenza massa-energia
Fu derivato da Einstein (1905) come conseguenza del principio di relatività, che l'inerzia dell'energia è effettivamente rappresentata da {\displaystyle E/c^{2}}, ma al contrario del saggio del 1900 di Poincaré, Einstein riconosceva che la materia stessa perde o guadagna massa durante l'emissione o l'assorbimento. Perciò la massa di qualsiasi forma di materia è uguale a una certa quantità di energia, in cui può essere convertita o riconvertita da altre forme di energia. Questa è l'equivalenza massa–energia, rappresentata da {\displaystyle E=mc^{2}}. Quindi Einstein non dovette introdurre masse "fittizie" ed evitò anche il problema del moto perpetuo, perché secondo Darrigol, il paradosso della radiazione di Poincaré può essere risolto semplicemente applicando l'equivalenza di Einstein. Se la sorgente di luce perde massa durante l'emissione da {\displaystyle E/c^{2}}, la contraddizione nella legge della quantità di moto scompare senza bisogno di alcune effetto compensativo nell'etere.
Similmente a Poincaré, Einstein concluse nel 1906 che l'inerzia dell'energia (elettromagnetica) è una condizione necessaria perché il terorema del centro di massa sia valido nei sistemi, nei quali i campi elettromagnetici e la materia stanno agendo gli uni sull'altra. Basandosi sull'equivalenza massa-energia egli mostrò che l'emissione e l'assorbimento della radiazione e.m. e perciò il trasporto dell'inerzia risolve tutti i problemi. In quell'occasione, Einstein si riferì al saggio del 1900 di Poincaré e scrisse:
Anche il rifiuto di Poincaré del principio di reazione a causa della violazione della legge di conservazione della massa può essere evitato attraverso {\displaystyle E=mc^{2}} di Einstein, perché la conservazione della massa appare come un caso speciale della legge di conservazione dell'energia.

### Relatività generale
I tentativi di Lorentz e Poincaré (e altri tentativi come quelli di Abraham e Gunnar Nordström) di formulare una teoria della gravitazione, furono superati dalla teoria della relatività generale di Einstein. Questa teoria si basa su principi come il principio di equivalenza, il principio di relatività generale, il principio di covarianza generale, il moto geodetico, la covarianza di Lorentz (le leggi della relatività ristretta si applicano localmente a tutti gli osservatori inerziali), e che la curvatura dello spaziotempo è creata dall'energia da sforzo all'interno dello spaziotempo.
Nel 1920 Einstein confrontò l'etere di Lorentz all'"etere gravitazionale" della relatività generale. Egli disse che l'immobilità è l'unica proprietà meccanica della quale l'etere non è stato privato da Lorentz, ma contrariamente all'etere luminifero e e quello di Lorentz l'etere della relatività generale non alcuna proprietà meccanica, neanche l'immobilità:

### Priorità
Alcuni asseriscono che Poincaré e Lorentz siano i veri fondatori della relatività ristretta, ma non Einstein. Per altri dettagli vedi l'articolo sulla relatività ristretta.

## Attività successiva e situazione attuale
Considerata come una teoria delle particelle elementari, la teoria degli elettroni/etere di Lorentz fu soppiantata durante i primi decenni del XX secolo, prima dalla meccanica quantistica e poi dalla teoria dei campi quantistici. Come teoria generale della dinamica, Lorentz e Poincaré avevano già (verso il 1905) trovato necessario invocare lo stesso principio di relatività al fine di far combaciare la teoria con tutti i dati empirici disponibili. A questo punto, le ultime vestigia di un etere sostanziale erano state eliminate dalla teoria dell'"etere" di Lorentz, ed essa divenne sia empiricamente che deduttivamente equivalente alla relatività ristretta. La sola differenza era il postulato metafisico di un unico sistema in quiete assoluta, che era empiricamente non rilevabile e non giocava alcun ruolo nelle previsioni fisiche della teoria. Come risultato, il termine "teoria dell'etere di Lorentz" si usa oggi a volte per riferirsi a un'interpretazione neo-lorentziana della relatività ristretta. Il prefisso "neo" si usa in riconoscimento del fatto che l'interpretazione deve ora essere applicata a entità e processi fisici (come il modello standard della teoria dei campi quantistici) che erano ignoti ai tempi di Lorentz.
Successivamente all'avvento della relatività ristretta, solo un ristretto numero di individui hanno sostenuto l'approccio lorentziano alla fisica. Molti di questi, come Herbert E. Ives (che, insieme a G. R. Stilwell, eseguì la prima conferma sperimentale della dilatazione del tempo) sono stati motivati dalla convinzione che la relatività ristretta è logicamente incoerente, e così occorre qualche altro impianto concettuale per riconciliare i fenomeni relativistici. Per esempio, Ives scrisse: "Il 'principio' della costanza della velocità della luce non è semplicemente 'incomprensibile', esso non è sostenuto da 'elementi di fatto obiettivi'; è indifendibile...". Tuttavia, la coerenza logica della relatività ristretta (nonché il suo successo empirico) è ben provata, perciò le opinioni di tali individui sono considerate infondate all'interno della comunità scientifica tradizionale.
John Stewart Bell sostenne l'insegnamento della relatività ristretta prima dal punto di vista di un sistema unico di riferimento inerziale di Lorentz, poi mostrando che l'invarianza di Poincaré delle leggi della fisica come le equazioni di Maxwell è equivalente alle argomentazioni di cambiamento del sistema di riferimento spesso usate nell'insegnamento della relatività ristretta. Poiché un sistema unico di riferimento inerziale di Lorentz fa parte di una classe preferita di sistemi di riferimento, egli chiamò questo approccio di spirito lorentziano.
Anche alcune teorie di collaudo della relatività ristretta stanno usando qualche tipo di sistema di riferimento lorentziano. Ad esempio, la teoria di collaudo di Robertson-Mansouri-Sexl introduce un sistema di riferimento preferito dell'etere e include parametri che indicano diverse combinazioni di cambiamenti di lunghezza e tempi. Se la dilatazione del tempo e la contrazione delle lunghezze dei corpi in movimento nell'etere hanno i loro esatti valori relativistici, può essere derivata la trasformazione completa di Lorentz e l'etere è celato a qualsiasi osservazione, il che lo rende cinematicamente indistinguibile dalle previsioni della relatività ristretta. Usando questo modello, l'esperimento di Michelson-Morley, l'esperimento di Kennedy-Thorndike e l'esperimento di Ives-Stilwell pongono vincoli netti sulle violazioni dell'invarianza di Lorentz.

### Opere di Lorentz, Poincaré, Einstein, Minkowski
- Lorentz, Hendrik Antoon, De l’influence du mouvement de la terre sur les phénomènes lumineux, in Archives néerlandaises des sciences exactes et naturelles, vol. 21, 1886,  pp. 103-176.
- Lorentz, Hendrik Antoon, La Théorie electromagnétique de Maxwell et son application aux corps mouvants, in Archives néerlandaises des sciences exactes et naturelles, vol. 25, 1892a,  pp. 363-552.
- Lorentz, Hendrik Antoon, De relatieve beweging van de aarde en den aether [The Relative Motion of the Earth and the Aether], in Zittingsverlag Akad. V. Wet., vol. 1, 1892b,  pp. 74-79.
- Lorentz, Hendrik Antoon, Versuch einer Theorie der electrischen und optischen Erscheinungen in bewegten Körpern [Attempt of a Theory of Electrical and Optical Phenomena in Moving Bodies], E.J. Brill, 1895.
- Lorentz, Hendrik Antoon, Simplified Theory of Electrical and Optical Phenomena in Moving Systems, in Proceedings of the Royal Netherlands Academy of Arts and Sciences, vol. 1, 1899,  pp. 427-442.
- Lorentz, Hendrik Antoon, Considerations on Gravitation, in Proceedings of the Royal Netherlands Academy of Arts and Sciences, vol. 2, 1900,  pp. 559-574.
- Lorentz, Hendrik Antoon, Weiterbildung der Maxwellschen Theorie. Elektronentheorie., in Encyclopädie der mathematischen Wissenschaften, vol. 5, n. 2, 1904a,  pp. 145-288.
- Lorentz, Hendrik Antoon, Electromagnetic phenomena in a system moving with any velocity smaller than that of light, in Proceedings of the Royal Netherlands Academy of Arts and Sciences, vol. 6, 1904b,  pp. 809-831.
- Lorentz, Hendrik Antoon, Lecture on theoretical physics, Vol. 3, Londra, MacMillan, 1910/1931.
- Lorentz, Hendrik Antoon & Einstein, Albert & Minkowski, Hermann, Das Relativitätsprinzip. Eine Sammlung von Abhandlungen., Lipsia & Berlino, B.G. Teubner, 1913.
- Lorentz, Hendrik Antoon, Das Relativitätsprinzip. Drei Vorlesungen gehalten in Teylers Stiftung zu Haarlem, Lipsia e Berlino, B.G. Teubner, 1914.
- Lorentz, Hendrik Antoon, La Gravitation, in Scientia, vol. 16, 1914,  pp. 28-59. URL consultato il 5 gennaio 2014 (archiviato dall'url originale il 6 dicembre 2008).
- Lorentz, Hendrik Antoon, The theory of electrons and its applications to the phenomena of light and radiant heat, Lipsia & Berlino, B.G. Teubner, 1909/16.
- Lorentz, Hendrik Antoon, Deux Mémoires de Henri Poincaré sur la Physique Mathématique [Two Papers of Henri Poincaré on Mathematical Physics], in Acta Mathematica, vol. 38, n. 1, 1921,  pp. 293-308, DOI:10.1007/BF02392073.
- Lorentz, Hendrik Antoon, Lorentz H. A., Miller D. C., Kennedy R. J., Hedrick E. R. e Epstein P. S., Conference on the Michelson-Morley Experiment, in The Astrophysical Journal, vol. 68, 1928,  pp. 345-351, Bibcode:1928ApJ....68..341M, DOI:10.1086/143148.
- Poincaré, Henri, Théorie mathématique de la lumière, vol. 1, Parigi, G. Carré & C. Naud, 1889. Prefazione parzialmente ristampata in "Science and Hypothesis", cap. 12.
- Poincaré, Henri, A propos de la Théorie de M. Larmor, in L'Èclairage électrique, vol. 5, 1895,  pp. 5-14. Ristampato in Poincaré, Oeuvres, tomo IX, pp. 395–413
- Poincaré, Henri, The Measure of Time, in The foundations of science, New York, Science Press, 1898/1913,  pp. 222-234.
- Poincaré, Henri, Les relations entre la physique expérimentale et la physique mathématique, in Revue générale des sciences pures et appliquées, vol. 11, 1900a,  pp. 1163-1175. Ristampato in "Science and Hypothesis", capp. 9–10.
- Poincaré, Henri, La théorie de Lorentz et le principe de réaction, in Archives néerlandaises des sciences exactes et naturelles, vol. 5, 1900b,  pp. 252-278. Vedi anche la traduzione inglese.
- Poincaré, Henri, Sur les principes de la mécanique, in Bibliothèque du Congrès international de philosophie, 1901a,  pp. 457-494. Ristampato in "Science and Hypothesis", capp. 6–7.
- Poincaré, Henri, Électricité et optique, Parigi, Gauthier-Villars, 1901b.
- Poincaré, Henri, Science and hypothesis, Londra e Newcastle-on-Cyne (1905), The Walter Scott publishing Co., 1902.
- Poincaré, Henri, The Principles of Mathematical Physics, in Congress of arts and science, universal exposition, St. Louis, 1904, vol. 1, Boston e New York, Houghton, Mifflin and Company, 1904/6,  pp. 604-622.
- Poincaré, Henri, Sur la dynamique de l’électron [On the Dynamics of the Electron], in Comptes Rendus, vol. 140, 1905b,  pp. 1504-1508.
- Poincaré, Henri, Sur la dynamique de l’électron [On the Dynamics of the Electron], in Rendiconti del Circolo matematico di Palermo, vol. 21,  pp. 129-176, DOI:10.1007/BF03013466.
- Poincaré, Henri, The New Mechanics, in The foundations of science (Science and Method), New York, Science Press, 1908/13,  pp. 486-522.
- Poincaré, Henri, La Mécanique nouvelle (Lille), in Revue scientifique, vol. 47, Parigi, 1909,  pp. 170-177.
- Poincaré, Henri, La Mécanique nouvelle (Göttingen), in Sechs Vorträge über ausgewählte Gegenstände aus der reinen Mathematik und mathematischen Physik, Lipsia e Berlino, B.G.Teubner, 1909/10,  pp. 41-47.
- Poincaré, Henri, Die neue Mechanik (Berlin), Lipsia e Berlino, B.G. Teubner, 1910/1.
- Poincaré, Henri, L'hypothèse des quanta, in Revue scientifique, vol. 17, 1912,  pp. 225-232. Ristampato in Poincaré 1913, cap. 6.
- Poincaré, Henri, Last Essays, New York, Dover Publication (1963), 1913.
- Einstein, Albert, Zur Elektrodynamik bewegter Körper (PDF), in Annalen der Physik, vol. 322, n. 10, 1905a,  pp. 891-921, Bibcode:1905AnP...322..891E, DOI:10.1002/andp.19053221004. Vedi anche: traduzione inglese.
- Einstein, Albert, Ist die Trägheit eines Körpers von seinem Energieinhalt abhängig? (PDF), in Annalen der Physik, vol. 323, n. 13, 1905b,  pp. 639-643, Bibcode:1905AnP...323..639E, DOI:10.1002/andp.19053231314.
- Einstein, Albert, Das Prinzip von der Erhaltung der Schwerpunktsbewegung und die Trägheit der Energie (PDF), in Annalen der Physik, vol. 325, n. 8, 1906,  pp. 627-633, Bibcode:1906AnP...325..627E, DOI:10.1002/andp.19063250814.
- Einstein, Albert, Über die vom Relativitätsprinzip geforderte Trägheit der Energie (PDF), in Annalen der Physik, vol. 328, n. 7, 1907,  pp. 371-384, Bibcode:1907AnP...328..371E, DOI:10.1002/andp.19073280713.
- Einstein, Albert, Über das Relativitätsprinzip und die aus demselben gezogenen Folgerungen (PDF), in Jahrbuch der Radioaktivität und Elektronik, vol. 4, 1908a,  pp. 411-462, Bibcode:1908JRE.....4..411E.
- Einstein, Albert & Laub, Jakob, Über die elektromagnetischen Grundgleichungen für bewegte Körper (PDF), in Annalen der Physik, vol. 331, n. 8, 1908b,  pp. 532-540, Bibcode:1908AnP...331..532E, DOI:10.1002/andp.19083310806.
- Einstein, Albert, The Development of Our Views on the Composition and Essence of Radiation, in Physikalische Zeitschrift, vol. 10, n. 22, 1909,  pp. 817-825.
- Einstein, Albert, Relativität und Gravitation. Erwiderung auf eine Bemerkung von M. Abraham (PDF), in Annalen der Physik, vol. 38, n. 10, 1912,  pp. 1059-1064, Bibcode:1912AnP...343.1059E, DOI:10.1002/andp.19123431014. Traduzione inglese:  Einstein, Albert, The Collected Papers of Albert Einstein, Volume 4: The Swiss Years: Writings, 1912–1914, supplemento con la traduzione inglese; tradotto da Anna Beck, con Don Howard, consulente, Princeton, NJ, Princeton University Press, 1996, ISBN 978-0-691-02610-7.
- Einstein A., Relativity: The Special and General Theory, Springer, 1916.
- Einstein, Albert, Ether and the Theory of Relativity, Londra, Methuen & Co., 1920.
- Minkowski, Hermann, Space and Time, in Physikalische Zeitschrift, vol. 10, 1908/9,  pp. 75-88.

### Fonti secondarie
- Born, Max, Einstein's Theory of Relativity, Dover Publications, 1964, ISBN 0-486-60769-0.
- Brown, Harvey R., The origins of length contraction: I. The FitzGerald-Lorentz deformation hypothesis, in American Journal of Physics, vol. 69, n. 10, 2001,  pp. 1044-1054, Bibcode:2001AmJPh..69.1044B, DOI:10.1119/1.1379733, arXiv:gr-qc/0104032.
- Darrigol, Olivier, Electrodynamics from Ampére to Einstein, Oxford, Clarendon Press, 2000, ISBN 0-19-850594-9.
- Darrigol, Olivier, The Genesis of the theory of relativity (PDF), in Séminaire Poincaré, vol. 1, 2005,  pp. 1-22.
- Galison, Peter, Einstein's Clocks, Poincaré's Maps: Empires of Time, New York, W.W. Norton, 2003, ISBN 0-393-32604-7.
- Janssen, Michel, A Comparison between Lorentz's Ether Theory and Special Relativity in the Light of the Experiments of Trouton and Noble, (thesis), 1995.
- Janssen, Michel & Mecklenburg, Matthew, From classical to relativistic mechanics: Electromagnetic models of the electron, in V. F. Hendricks, et al. (a cura di), Interactions: Mathematics, Physics and Philosophy, Dordrecht, Springer, 2007,  pp. 65-134.
- Katzir, Shaul, Poincaré’s Relativistic Physics: Its Origins and Nature, in Phys. Perspect., vol. 7, n. 3, 2005,  pp. 268-292, Bibcode:2005PhP.....7..268K, DOI:10.1007/s00016-004-0234-y.
- Mart́ínez, Alberto A., Kinematics: the lost origins of Einstein's relativity, Johns Hopkins University Press, 2009, ISBN 0-8018-9135-3.
- Miller, Arthur I., Albert Einstein’s special theory of relativity. Emergence (1905) and early interpretation (1905–1911), Reading, Addison–Wesley, 1981, ISBN 0-201-04679-2.
- Pauli, Wolfgang, Die Relativitätstheorie, in Encyclopädie der mathematischen Wissenschaften, vol. 5, n. 2, 1921,  pp. 539-776.
- Walter, Scott, Minkowski, mathematicians, and the mathematical theory of relativity, in H. Goenner, J. Renn, J. Ritter, and T. Sauer (a cura di), Copia archiviata, Einstein Studies, vol. 7, Birkhäuser, 1999,  pp. 45-86. URL consultato il 5 gennaio 2014 (archiviato dall'url originale il 30 gennaio 2009).
- Walter, Scott, Breaking in the 4-vectors: the four-dimensional movement in gravitation, 1905–1910, in Renn, J. (a cura di), Copia archiviata, The Genesis of General Relativity, vol. 3, Berlino, Springer, 2007,  pp. 193-252. URL consultato il 5 gennaio 2014 (archiviato dall'url originale il 30 gennaio 2009).
- Whittaker, Edmund Taylor, A History of the theories of aether and electricity Vol. 1: The classical theories, 2ª ed., Londra, Nelson, 1951.